# Fotografia científica

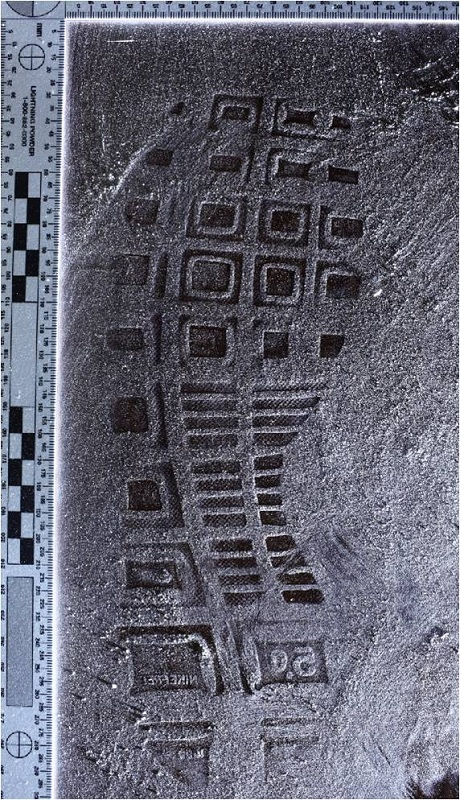
Fotografia de la impressió de la sabata d'un sospitós

La fotografia científica o fotografia aplicada és aquella que s'utilitza en el camp de la ciència, la indústria i l'educació com a mitjà de registre i difusió de la realitat, i és considerada un element de treball per a comunicar i un mitjà de gran utilitat en la investigació.
La fotografia té un paper important en la història de la ciència. La càmera permet d'enregistrar amb precisió fets que no poden ésser observats directament, com per exemple aquells que es desenvolupen en temps molt breus (fotografia ultrarràpida) o molt llargs (fotografia de baixa velocitat), els que succeeixen a escala microscòpica (microfotografia) o macroscòpica (macrofotografia), els que afecten a regions molt grans de la Terra o de l'espai (fotografia aèria, orbital, astronòmica), els relacionats amb radiacions no visibles per l'ull humà, etc.

## Aplicacions

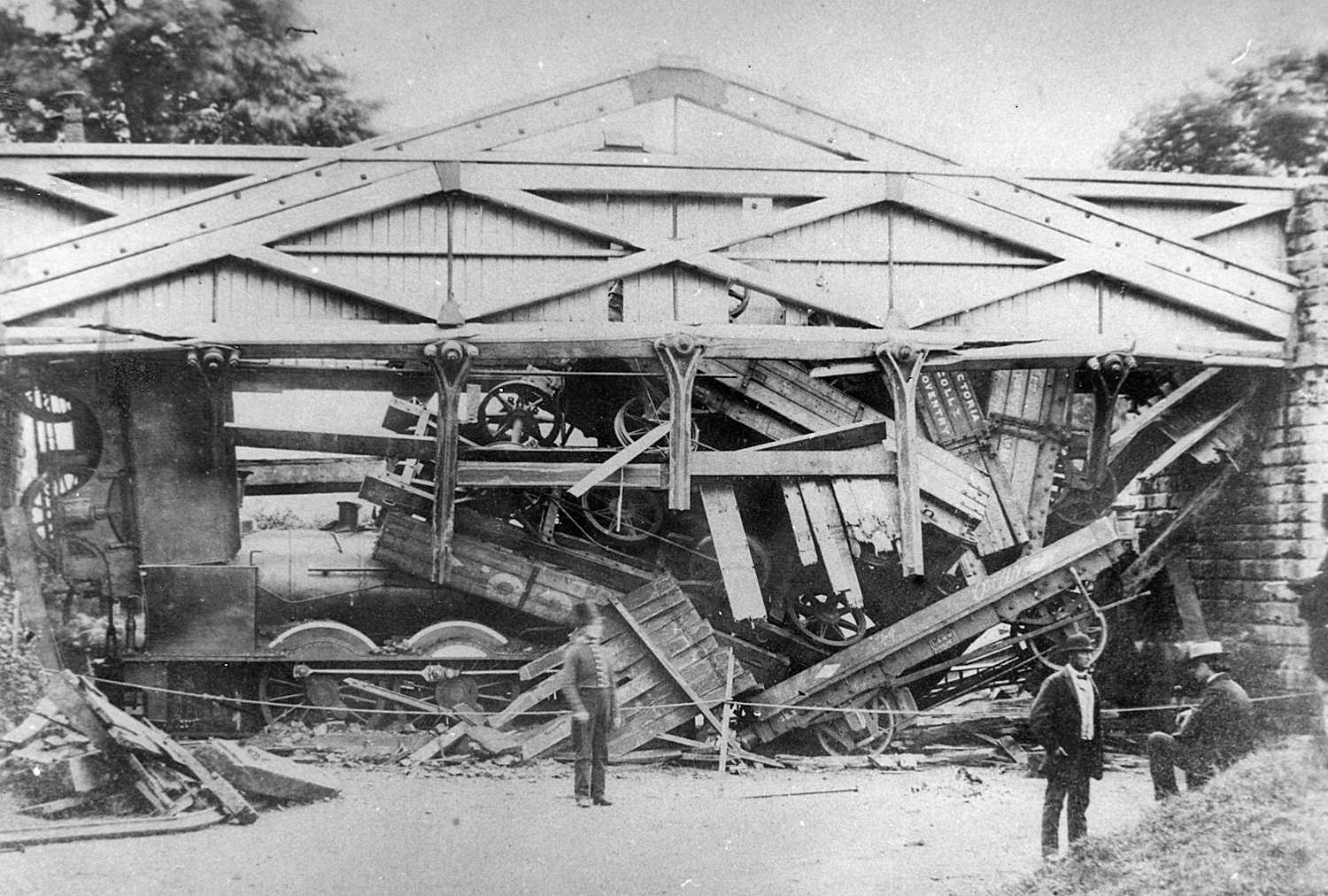
Esfondrament del pont de Wootton (Warwickshire, 1861)

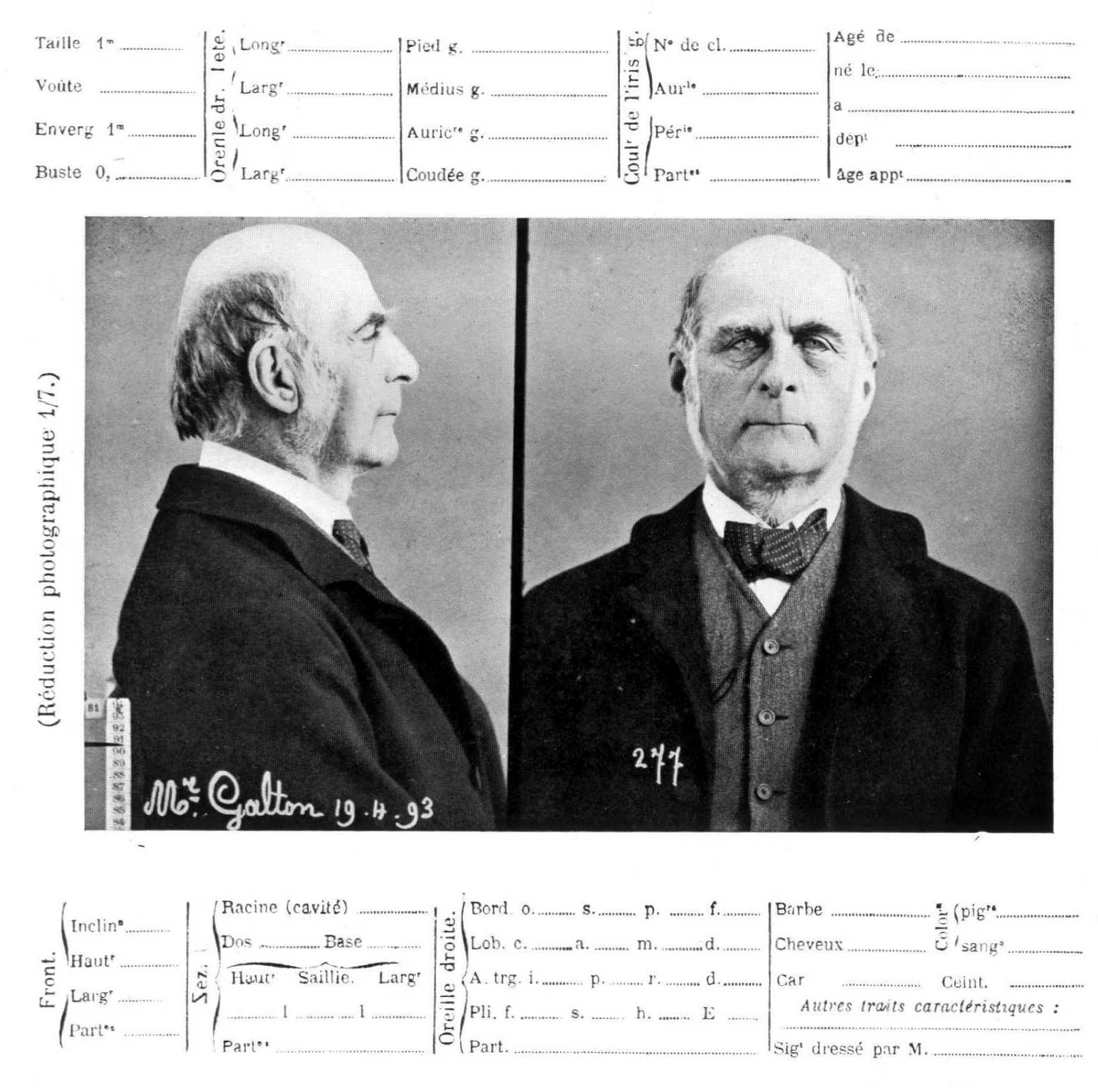
Sir Francis Galton, en un exemple de fitxa de filiació d'Alphonse Bertillon (1893)

Fotografies d'Eadweard Muybridge per a l'estudi locomotiu d'un cavall (Animal Locomotion, 1887); seqüència animada.

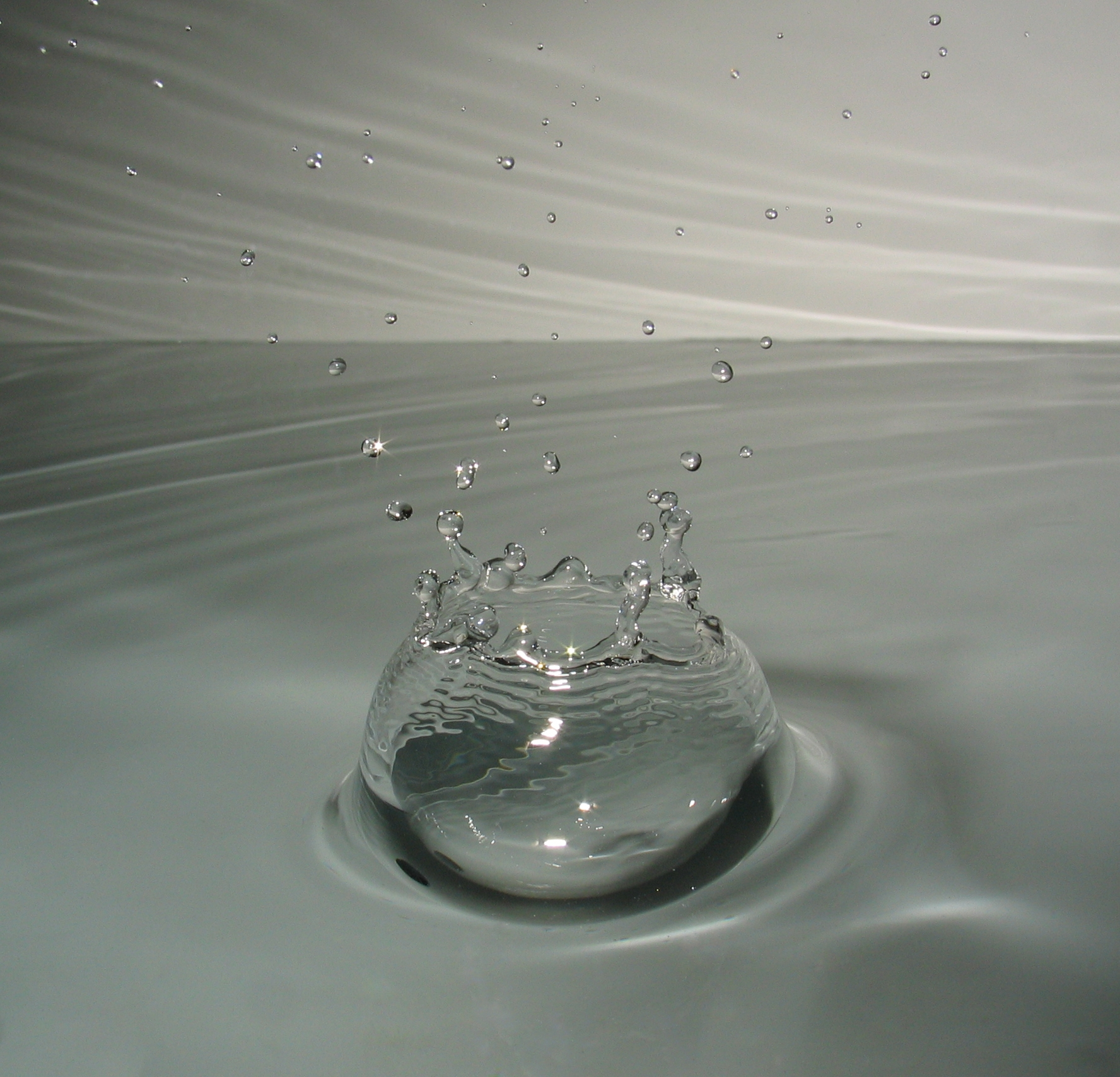
Impacte d'una gota sobre l'aigua

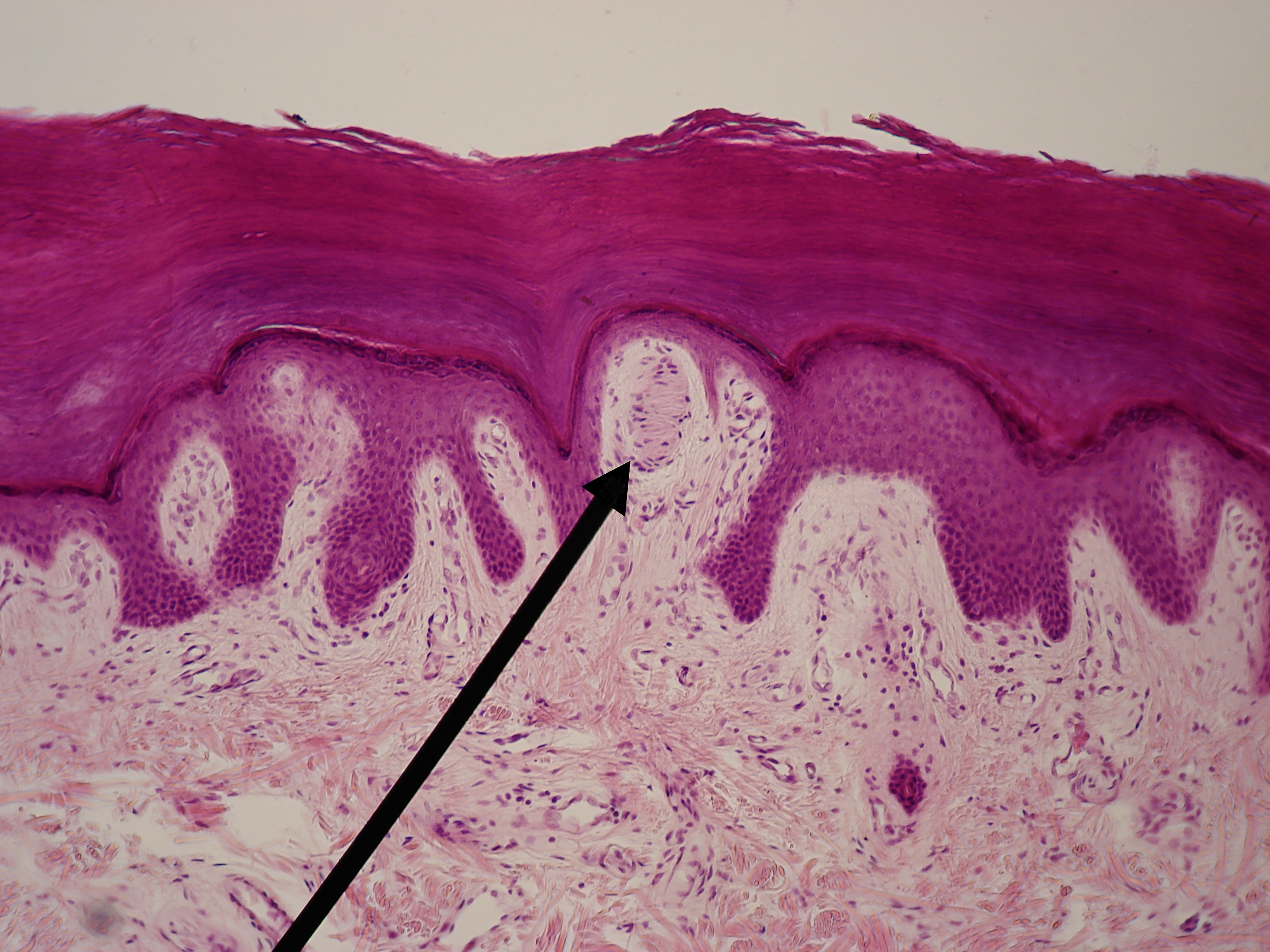
Micrografia d'un Corpuscle de Meissner a la punta d'una papil·la dermal a 100 augments

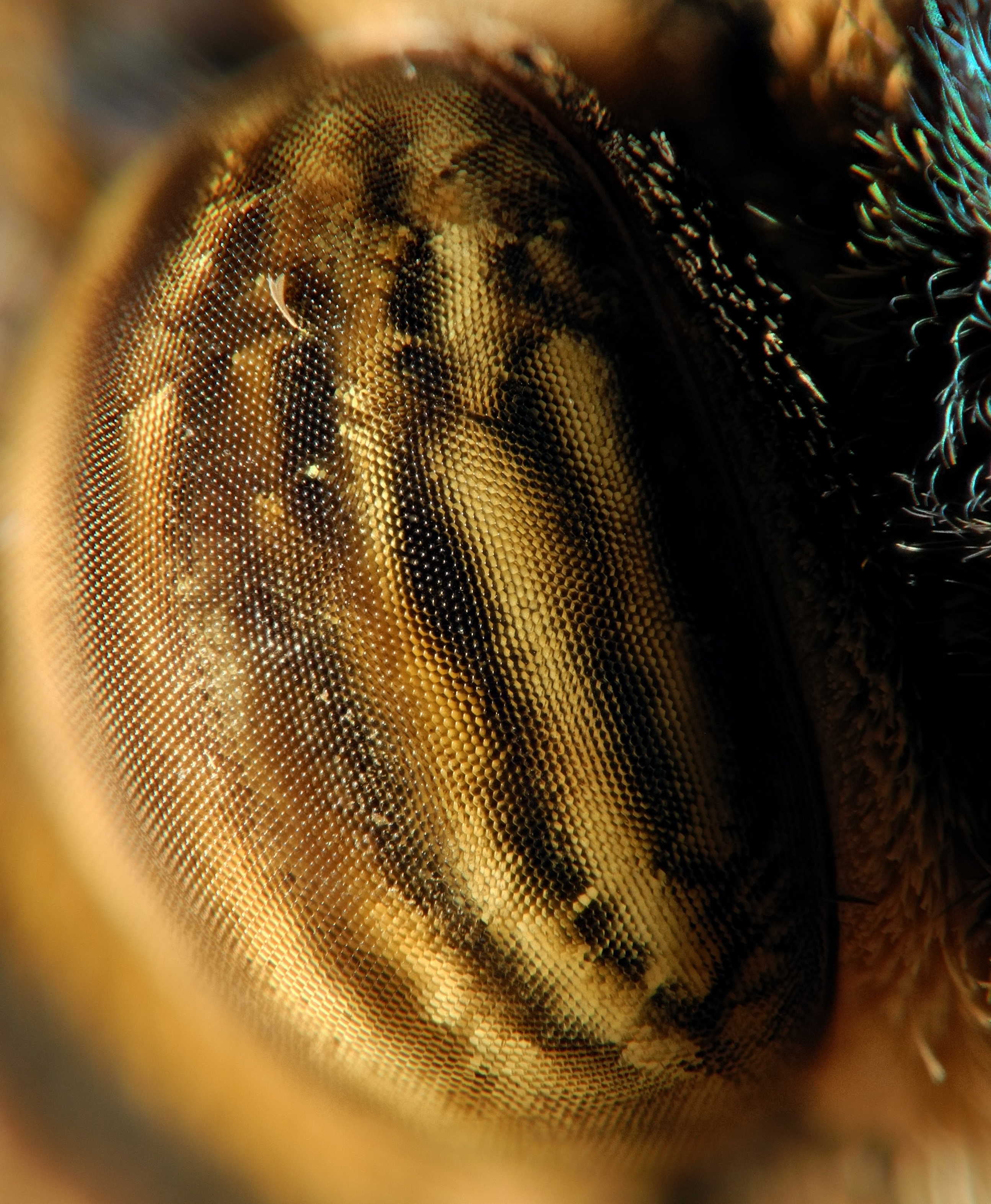
Macrofotografia de l'ull d'una papallona caligo

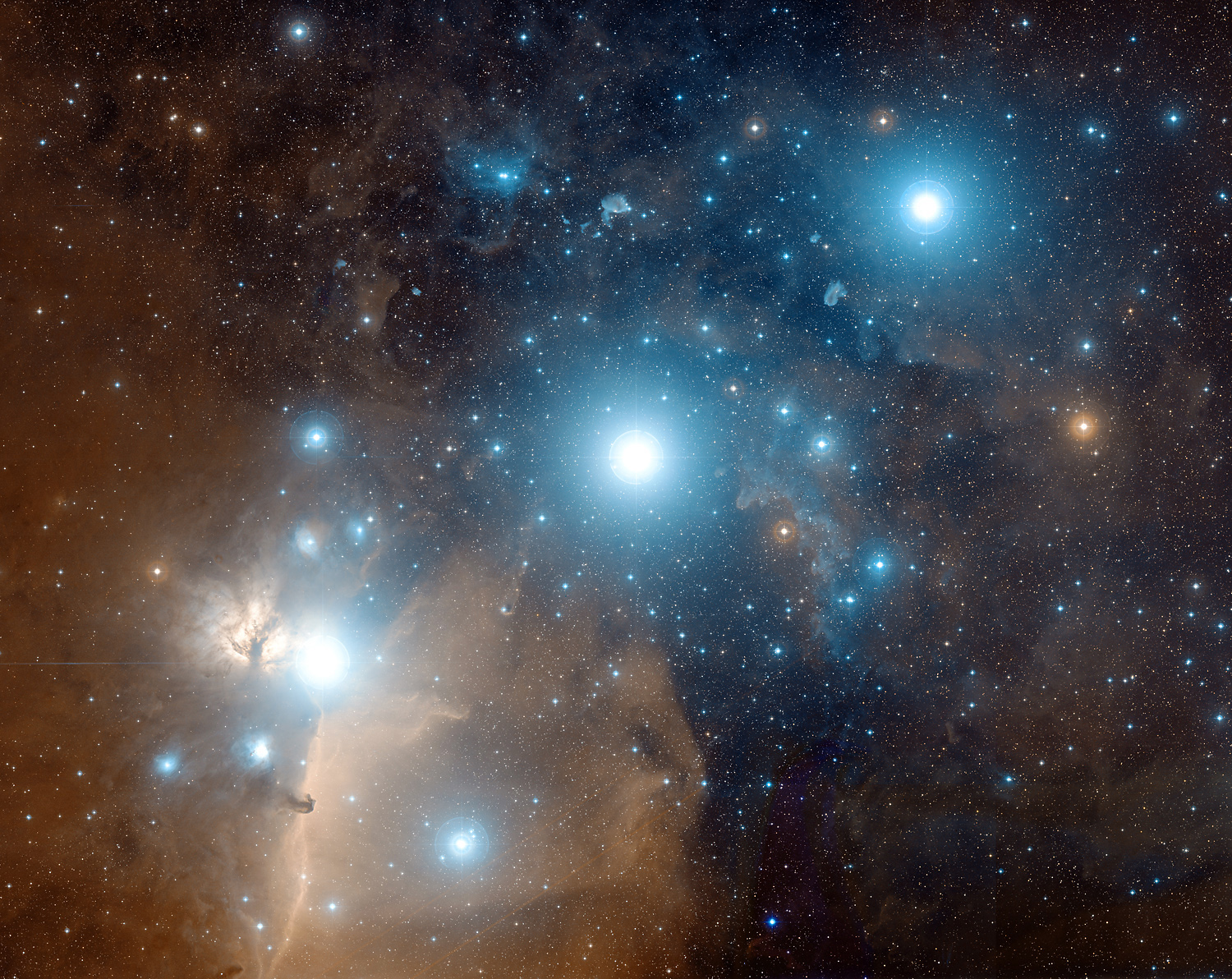
Astrofotografia del cinturó d'Orió, fotografiat amb un dels telescopis de l'Observatori Palomar

Des que va ser utilitzada per primer cop per Daguerre i Fox Talbot, la càmera ha tingut una història llarga i distingida com a mitjà de fenòmens d'enregistrament, com ara esdeveniments astronòmics (eclipsis, per exemple), retrat d'animals i plantes microscòpics (adjuntant-la a l'ocular de microscopis) i per la d'espècimens més grans. Sobre l'any 1853 Charles Brooke va inventar una tecnologia per al registre automàtic d'instruments per mitjà de la fotografia; aquests instruments incloïen baròmetres, termòmetres, psicròmetres, i magnetòmetres, que enregistraven les seves lectures per mitjà d'un procés fotogràfic automatitzat.
Per mitjà de fotografies es va poder validar la teoria de la relativitat d'Albert Einstein, i l'any 1931 es va aconseguir fotografiar protons i electrons captant-ne imatges amb les anomenades "càmeres de boira". Recentment, fotografiant l'ADN mitocondrial s'ha pogut reconstruir gran part de la història de la vida. Entre les més importants aplicacions de la fotografia en el camp científic destaquen la fotografia ultraràpida, estroboscòpica, l'estereoscòpica, la infraroja, la ultraviolada, la de fluorescències, l'aèria i orbital o la fotografia astronòmica. Les aplicacions científiques de la fotografia, però, arriben també a altres àmbits, com ara l'estudi de documents i obres d'art deteriorats, en la medicina, la criminologia, etc.
La fotografia s'ha tornat ubiqua en l'enregistrament d'esdeveniments i dades en la ciència i l'enginyeria. El mètode s'ha estès molt utilitzant altres longituds d'ona, com ara la fotografia infraroja i la ultraviolada, i també l'espectroscòpia. Aquests mètodes ja es van utilitzar per primer cop en l'època victoriana, i es van desenvolupar molt més des de llavors. Amb el desenvolupament del làser, l'holografia, una tècnica de fotografia sense lent, permet de reproduir imatges en tres dimensions.

### Criminalística
Els mètodes utilitzats en l'anàlisi de fotografies per ús en casos legals són coneguts com a fotografia forense o criminalística. Des d'un bon començament la càmera també va resultar útil en l'enregistrament d'escenes de crims i accidents, com l'esfondrament del pont de Wootton (Warwickshire) el 1861. A partir de 1882 l'investigador francès Alphonse Bertillon va desenvolupar la tècnica de l'antropometria i la va aplicar en la identificació de delinqüents múltiples, alhora que va estandarditzar la fotografia de proves dels llocs dels fets amb tots els seus indicis; també va crear moltes altres tècniques forenses, incloent-hi la conservació de petjades, balística, l'examen forense de documents i l'ús del dinamòmetre. Les imatges captades fixen l'aspecte exterior dels escenaris, així com la disposició recíproca dels objectes, les empremtes i evidències en el lloc del succés. La finalitat d'aquesta tècnica és la de mostrar gràficament tant els elements ocupats íntegrament com diferents processos que demostren el treball pericial (la coincidència de dues petjades o una formació cel·lular, per exemple). Aquesta especialitat utilitza la fotografia ultraviolada per a revelar petjades en estat latent, detectar falsificacions de documents, etc. En general, la fotografia pot ser aplicada en forma panoràmica, a escala o normal.

### Estudi del moviment
La fotografia s'aplica també en l'estudi del moviment amb imatges, en el qual va ser pioner el científic anglès Eadweard Muybridge, que a finals del segle xix va fer unes investigacions dedicades a la locomoció humana i animal, fent servir una bateria fixa de 24 càmeres (i dues bateries més a cada banda de la pista), lligades amb cintes a disparadors que es trencaven al pas d'un cavall que feia passar per la pista, accionant les càmeres sincrònicament i de manera seqüencial, i permetent d'estudiar els moviments de l'animal; Muybridge va continuar l'estudi dels moviments d'éssers humans i d'altres animals, i arran del seu treball va publicar el llibre Animal Locomotion (1887). Anys tard, a partir de la dècada del 1930, Harold Eugene Edgerton va usar llum estraboscòpica per tal d'aconseguir captar l'esquitx d'una gota de llet, el moviment d'una pilota o el cop d'un jugador de golf, entre d'altres instantànies. Avui dia és possible estudiar el moviment en líquids i gasos, combustió i detonació, dinàmica de fluids, recerca en plasma, etc., utilitzant com a font de llum un làser, ja que es pot treballar en l'ordre dels picosegons (10-12 seg).

### Fotomicrografia i macrofotografia
A l'hora d'enregistrar objectes petits, en funció de la grandària de la imatge resultant en relació amb la grandària de l'objecte distingim entre macrofotografia (que permet fer una foto amb detall de subjectes i estructures, independentment que aquests siguin grans o petits, amb una relació d'ampliació d'1:1) i fotomicrografia (que és el registre d'objectes summament petits, difícilment visibles a simple vista, la imatge de la qual és projectada a través d'un microscopi i capturada amb una càmera inserida en aquest). El metge francès Alfred Donné va ser un dels pioners en aquesta tècnica, capturant una fotomicrografia de sang de granota l'any 1840. Avui dia hi ha fotomicroscopis que integren la càmera i el microscopi.

### Radiografia
La radiografia, un important mitjà de diagnòstic en el camp de la medicina, és la fotografia que capta i produeix imatges de rajos X o gamma, i s'empra també per descobrir defectes estructurals i de soldadura en recipients de pressió, canonades i peces mecàniques, especialment per motius de seguretat (en centrals nuclears, avions i submarins, per exemple), i també per a estudis estructurals de materials cristal·lins.

### Astrofotografia
En l'àmbit de l'astronomia, la fotografia també ha exercit un paper important, ja que permet obtenir imatges exactes de la situació i lluentor dels cossos celestes, col·locant el material sensible en el pla focal d'un telescopi. Si es comparen fotografies de la mateixa zona del cel que han estat preses en diferents moments, es poden detectar els moviments de certs cossos celestes, com ara els estels. Una important qualitat de la placa fotogràfica utilitzada en astronomia és la seva capacitat per captar, mitjançant exposicions de llarga durada, objectes astronòmics gairebé imperceptibles que no poden ser observats visualment. Gràcies a noves tècniques que permeten una major precisió de la imatge, en els últims anys s'ha millorat la sensibilitat de la fotografia. En l'efecte fotoelèctric la llum dels estels allibera electrons en un fotocàtode situat en el pla focal del telescopi, i els electrons alliberats es dirigeixen cap a una placa fotogràfica per formar la imatge.

### Fotografia ultraviolada
En el camp de la medicina, s'usa la fotografia ultraviolada en les especialitats de dermatologia, oncologia, oftalmologia, odontologia, patologia i medicina forense. En dermatologia permet detectar infeccions fúngiques, bacterianes i problemes de pigmentació, i també la detecció d'alguns cucs tropicals subdèrmics fluorescents. La fotografia forense i pericial, en canvi, s'aplica en investigacions de maltractaments i lesions, detectant fluids humans fluorescents i marques de mossegades, per exemple, els rastres de les quals poden fotografiar-se als 17 dies amb llum UV i entre 3 i 6 mesos després de la lesió sense UV. La fotografia ultraviolada també permet detectar petjades sobre superfícies difícils, utilitzant reveladors amb base fluorescent.

## Instruments
En el camp de la recerca científica les plaques i pel·lícules fotogràfiques es troben entre els elements més importants, tant per la seva versatilitat com perquè l'emulsió fotogràfica és sensible als rajos ultraviolats, als infrarojos, als X i gamma i a les partícules carregades. La radioactivitat, per exemple, va ser descoberta en ennegrir accidentalment la pel·lícula fotogràfica. A banda de les càmeres, els flaixos i diferents tipus d'objectius, també s'utilitzen molts instruments òptics per a obtenir fotos, com el microscopi, el telescopi i l'espectroscopi; d'altres, com els microscopis electrònics, oscil·loscopis i terminals d'ordinador, estan equipats també amb mecanismes per prendre fotos o amb adaptadors que permeten l'ocupació d'una càmera normal.

## Estil
La fotografia científica és bàsicament descriptiva i objectiva, i el fotògraf no hi inclou els seus sentiments. La seva finalitat fonamental és ensenyar, demostrar alguna cosa; per aquest motiu podem dir que està prop de la didàctica. Exigeix una llarga elaboració a nivell de preparació però es realitza de manera instantània. Ha de ser clara i neta, però els temes estètics i estilístics són secundaris davant del propòsit investigador, ja que tot se subordina a la seva funció pedagògica.

## Divulgació
La fotografia científica també té un important component educatiu, enfocat a la comunicació i divulgació científica. A través de determinades iniciatives de divulgació científica que usen la fotografia com a component principal, es pot donar a conèixer d'una forma molt més visual al públic general determinats aspectes de la ciència i del respecte pel medi ambient.
Diversos centres fan formació específica en aquesta àrea, com ara la Universitat d'Alcalá, mentre que d'altres ofereixen cursos puntuals, com la Universitat de Granada, el Centro Andaluz de la Fotografía, etc.